# Șoimari
Șoimari è un comune della Romania di 3 240 abitanti, ubicato nel distretto di Prahova, nella regione storica della Muntenia. 
Il comune è formato dall'unione di 3 villaggi: Lopatnița, Măgura, Șoimari.